# Rainer Sonnenburg
Rainer Sonnenburg (* 2. Oktober 1960 in Hamburg) ist ein deutscher ehemaliger Zehnkämpfer. Sein größter Erfolg war der Gewinn der Deutschen Meisterschaft im Zehnkampf. Seit Beendigung seiner aktiven Laufbahn arbeitet Sonnenburg als Konditionstrainer im Spitzensport. Hierbei betreute er mehrere Olympiasieger, Welt- und Europameister in unterschiedlichen Sportarten.

## Bestleistungen
| Disziplin      | Bestleistung     | Datum und Ort                 |
| -------------- | ---------------- | ----------------------------- |
| 100 m          | 10,88 s (−1,1 w) | 18. Juni 1988 in Götzis       |
| Weitsprung     | 7,73 m           | 26. Juni 1981 in Hamburg      |
| Kugelstoßen    | 17,03 m          | 8. Juni 1986 in Hamburg       |
| Hochsprung     | 2,00 m           | 9. Juli 1988 in Rhede         |
| 400 m          | 49,10 s          | 4. Juli 1983 in Bernhausen    |
| 110 m Hürden   | 14,30 s          | 27. Juni 1987 in Bremen       |
| Diskuswurf     | 48,64 m          | 8. Juni 1986 in Hamburg       |
| Stabhochsprung | 4,40 m           | 11. August 1985 in Dillingen  |
| Speerwurf      | 62,68 m          | 19. Juni 1988 in Götzis       |
| 1500 m         | 4:34,55 min      | 10. Juli 1988 in Rhede        |
| Zehnkampf      | 8025 Punkte      | 9. und 10. Juli 1988 in Rhede |

## Werdegang als Athlet
Rainer Sonnenburg wurde als Schüler von seinem Vater, Wolfgang Sonnenburg, und im Jugendalter von Günther Genuneit trainiert. 1985 vertrat Sonnenburg Deutschland bei der Universade in Kobe (Japan). Seine größten Erfolge feierte er bei der LG Wedel-Pinneberg, der er sich zu Jahresbeginn 1987 vom Hamburger SV aus kommend anschloss, unter Trainer Heinz J. Gabriel. Hierzu zählt der Gewinn der Deutschen Meisterschaft im Zehnkampf 1988 in Rhede. Dort kam er auf 8025 Punkten und blieb somit unter Olympianorm des Deutschen Leichtathletik-Verbands (8300 Punkte), weshalb er die Teilnahme an den Olympischen Spielen im selben Jahr verpasste.

## Beruflicher Werdegang
Das Studium der Wirtschaftswissenschaften schloss Sonnenburg an der Universität Hamburg als Diplomkaufmann ab. Seit Beendigung seiner Karriere als Leistungssportler arbeitet er als Konditionstrainer in unterschiedlichen Sportarten.
Hockeynationalmannschaft
Als verantwortlicher Stützpunkttrainer betreut er seit 1999 für den Deutschen Hockey-Bund e. V. mehrere Olympiasieger und Medaillengewinner bei Olympischen Spielen und bei Welt- und Europameisterschaften. Zu den erfolgreichsten von Sonnenburg betreuten Hockeyspielern gehören Moritz Fürste, Tobias Hauke, Christian Blunck, Florian Fuchs und Janne Müller-Wieland.
Hockey-Bundesliga
Mit der Herrenmannschaft des Harvestehuder Tennis- und Hockey Club gewann Sonnenburg als Konditionstrainer 1995 und 1997 den Europa-Cup und 1996 und 1998 die Deutsche Meisterschaft. 1997 gewann seine Mannschaft den Deutschen Pokal und 1994 und 1996 die Deutsche Meisterschaft in der Halle.
Fußball
Den HSV hat Sonnenburg in der Saison 1992 als Konditionstrainer betreut. Zu den Spielern gehörten u. a. Thomas von Hessen, Thomas Helmer, Markus Babbel, Karsten Bäron und Richard Golz.
Beim FC St. Pauli war er von 1994 bis 1997 sowie 2003 als leitender Konditionstrainer sowohl in der Zweiten, als auch in der Fußball-Bundesliga tätig. Kader waren u. a. Jens Scharping und Bernd Hollerbach. Zeitweise übte er die Tätigkeit in Zusammenarbeit mit dem Sportmediziner Klaus-Michael Braumann aus.
1997 bis 1998 stand Sonnenburg bei Fortuna Düsseldorf als Konditionstrainer unter Vertrag.
Tanzsport
Frank und Andrea Knief wurden von Sonnenburg trainiert. 1992 gewannen sie die Weltmeisterschaft der Amateure über 10 Tänze in Moskau (Russland).